# Кетеј
Кетеј је у грчкој митологији било име више личности.

## Етимологија
Име Кетеј има значење „клисура“.

## Митологија
- Аполодор и Хигин су га сврставали у Ликаониде.[2] Био је краљ Аркадије[3] и отац Калисте и Мегисте.[2] Постоји могућност да је овај лик замишљан у сазвежђу Херкула, које изгледа као човек који клечи, те како је у том положају од туге, јер је Мегисто претворена у медведа.[4]
- Према Нону, био је један од заповедника рогатих кентаура, који се придружио Дионису на његовом походу на Индију.[2]